# قائمة وكالات الدعم والتنمية
هذه قائمة من وكالات المعونة الإنمائية التي تقدم مساعدات أو مساعدات إنمائية إقليمية ودولية، مقسمة بين المنظمات الوطنية (بشكل رئيسي من دول منظمة التعاون الاقتصادي والتنمية) والمنظمات الدولية. لا يتم تضمين وكالات العديد من شركاء التعاون الإنمائي من الدول الناشئة مثل الهند ودول الشرق الأوسط والمكسيك وجنوب إفريقيا وتايلاند وسنغافورة وما إلى ذلك.

## الوكالات الوطنية
- الأرجنتين - هيئة هيلمت البيضاء (Comisión Cascos Blancos)[1]
- أستراليا - المعونة الإسترالية
- النمسا - Austrian Development Agency - ADA[2] The Austrian Development Cooperation,[3] Austria Wirtschaftsservice Gesellschaft (aws)[4]
- أذربيجان - وكالة أذربيجان الدولية للتنمية[5]
- بلجيكا - Ministry of Foreign Affairs, Foreign Trade and Development: Belgian Policy Plan for Development Cooperation[6] Belgian Technical Cooperation - BTC/CTB (nl)[7]
- البرازيل - Agência Brasileira de Cooperação
- كندا - الوكالة الكندية للتنمية الدولية (absorbed into Foreign Affairs, Trade, and Development Canada,[8] now known as الشؤون العالمية الكندية[9]) and the مركز بحوث التنمية الدولية (IDRC)
- تشيلي - Agencia de Cooperación Internacional de Chile (AGCI)
- الصين - International Development Cooperation Agency (China) (zh)
  - formerly, Department of Foreign Aid of the Ministry of Commerce (MOFCOM)[10]
- التشيك - Czech Development Agency (CzDA)
- الدنمارك - الوكالة الدانماركية للتنمية الدولية (DANIDA)
- مصر - الوكالة المصرية للشراكة من أجل التنمية
- الاتحاد الأوروبي - EuropeAid Development and Cooperation[11]
- فنلندا - Department for International Development Cooperation (FINNIDA)[12]
- فرنسا - الوكالة الفرنسية للخبرة الفنية الدولية،[13] Department for International Cooperation[14] and الوكالة الفرنسية للتنمية (AfD)
- ألمانيا - الوزارة الاتحادية للتعاون الاقتصادي والتنمية، بنك الائتمان لإعادة الإعمار (KfW), and المؤسسة الألمانية للتعاون الدولي (GIZ)
- اليونان - وزارة الخارجية
- إيران - وزارة الشؤون الاقتصادية والمالية (إيران)
- جزيرة أيرلندا - برنامج ايرلندا للتنمية (اريش)[15]
- إسرائيل - ماشاف[16]
- إيطاليا - Ministry of Foreign Affairs: Italian Development Cooperation Programme[17]
- اليابان - وكالة اليابان للتعاون الدولي (JICA),[18][19] and بنك اليابان للتعاون الدولي (JBIC)
- كوريا - الوكالة الكورية للتعاون الدولي (KOICA)[20]
- الكويت - الصندوق الكويتي للتنمية الاقتصادية العربية[21]
- ليختنشتاين - Liechtensteinische Entwicklungsdienst[22]
- لوكسمبورغ - Lux-Development[23]
- المكسيك - AMEXCID[24]
- نيوزيلندا - وكالة نيوزلاندا للتنمية الدولية (NZAid)[25]
- هولندا - Ministry of Development Cooperation[26] (has its own minister but is a part of the وزارة الخارجية) and The Netherlands Foreign Trade and Development Agency(NFTDA)[27]
- النرويج - Ministry of Foreign Affairs: International Development Program[28] and الوكالة النرويجية للتعاون الإنمائي (NORAD)
- بولندا - Ministry of Foreign Affairs: The Development Co-operation Department[29]
- البرتغال - Camões - Instituto da Cooperação e da Língua[30]
- باكستان - برنامج المساعدات الفنية الباكستانية
- الضفة الغربية وقطاع غزة - Palestinian International Cooperation Agency (PICA)[31]
- تايوان - International Cooperation and Development Fund(ICDF)[32]
- رومانيا - Assistance for Development[33] (AOD)
- روسيا - روسوترودنيشستوفو[34] (Rossotrudnichestvo)
- السعودية - المساعدات الخارجية السعودية (SFD)
- سلوفاكيا - Slovak Aid[35]
- إسبانيا - الوكالة الإسبانية للتعاون الدولي من أجل التنمية (AECID)[36]
- جنوب أفريقيا - Development Bank of Southern Africa (DBSA)[37]
- السويد - الوكالة السويدية للتعاون الإنمائي الدولي (Sida)
- سويسرا - الوكالة السويسرية للتنمية والتعاون (SDC), Helvetas
- تايلاند - وكالة التنمية الدولية التايلاندية (TICA) [38]
- تركيا - وكالة التعاون والتنسيق التركية (TİKA)[39]
- المملكة المتحدة - وزارة التنمية الدولية (DFID)
- الولايات المتحدة - الوكالة الأمريكية للتنمية الدولية (USAID), the Inter-American Foundation (IAF), مؤسسة تحدي الألفية، and the مؤسسة تنمية افريقيا (ADF)

## الوكالات المتعددة الدعم والمنمات الدولية
- بنك التنمية الأفريقي (AfDB)
- بنك التنمية الآسيوي (ADB)
- البنك الآسيوي للاستثمار في البنية التحتية (AIIB)
- بنك التنمية الكاريبي (CDB)
- خطة كولومبو (CP)
- بنك التنمية لأمريكا اللاتينية (CAF)
- البنك الأوروبي للإنشاء والتعمير (EBRD)
- بنك الاستثمار الأوروبي
- منظمة الأغذية والزراعة للأمم المتحدة (الفاو)
- بنك التنمية للبلدان الأمريكية (IADB)
- البنك الدولي للإنشاء والتعمير (IBRD ؛ جزء من مجموعة البنك الدولي)
- منظمة قانون التنمية الدولية (IDLO)
- الصندوق الدولي للتنمية الزراعية
- منظمة العمل الدولية (ILO)
- صندوق النقد الدولي (IMF)
- المنظمة الدولية للهجرة
- الصليب الأحمر الدولي (اللجنة الدولية للصليب الأحمر والاتحاد الدولي لجمعيات الصليب الأحمر والهلال الأحمر)
- البنك الإسلامي للتنمية (IDB)
- الوكالة الدولية لضمان الاستثمار (MIGA ، جزء من مجموعة البنك الدولي)
- منظمة التعاون الاقتصادي والتنمية (OECD)
- المركز الفني للتعاون الزراعي والريفي ACP-EU (CTA)
- الأمم المتحدة (الأمم المتحدة)
- منظمة الأمم المتحدة للطفولة (اليونيسيف)
- مؤتمر الأمم المتحدة للتجارة والتنمية (الأونكتاد)
- برنامج الأمم المتحدة الإنمائي (UNDP)
- صندوق الأمم المتحدة للسكان
- برنامج الأمم المتحدة للبيئة (UNEP)
- مفوض الأمم المتحدة السامي لشؤون اللاجئين (UNHCR)
- منظمة الأمم المتحدة للتنمية الصناعية (اليونيدو)
- مكتب الأمم المتحدة لتنسيق الشؤون الإنسانية (أوتشا)
- مجموعة البنك الدولي
- برنامج الأغذية العالمي
- منظمة الصحة العالمية (WHO)
- منظمة التجارة العالمية (WTO)

## المنظمات غير الحكومية
- ACTED
- أكشن
- السبتية وكالة التنمية والإغاثة
- كلية الإدارة الألمانية الأفغانية
- مؤسسة كينيا للمساعدة
- لا مزيد من الايدز AIDS No More
- شبكة الآغاخان للتنمية
- كل ما نستطيع - الإغاثة الميثودية والتنمية
- براك
- مجلس الأعمال من أجل السلام
- مجموعة كامفيد
- منظمة كير (الإغاثة)
- خدمات الإغاثة الكاثوليكية
- مركز السلامة والتنمية
- مركز ضحايا التعذيب [40]
- مركز القيم في القيادة [41]
- المساعدات المسيحية
- الرحمة الدولية
- خمسة مواهب
- إعطاء الأطفال الأمل
- الموئل من أجل الإنسانية الدولية
- هايفر الدولية
- مساعدة الدولية
- نأمل الدولية للتنمية الوكالة
- ICLEI - الحكومات المحلية من أجل الاستدامة
- مشاريع التنمية الدولية
- مؤسسة الشباب الدولية
- Jugend Eine Welt
- مؤسسة لمياء الأفغانية
- نور للعالم
- منظمة أطباء بلا حدود
- الفرق الطبية الدولية
- مينونايت اللجنة المركزية
- شكرا لفيلق الجيش
- رحمة الإغاثة
- أوكسفام
- السلام المباشر
- الخطة الدولية
- استجابة سريعة
- محفظة السامري
- انقذ الاطفال
- مؤسسة سيفا
- شارع الأطفال الدولي
- مبادرة الطلاب Rahel ، مع مشروع OVC
- تحالف الصرف الصحي المستدام
- Swissaid
- تعليم للجميع
- TMSS [42]
- تيرا تك
- هزيلة
- وتر إيد
- النساء في أوروبا من أجل مستقبل مشترك (WECF)
- الوفاق العالمي - الوكالة الدولية للتنمية [43]
- تجديد العالم
- رؤية العالم الدولية

## بوابات الويب
- تطوير الأعمال
- مساعدات التنمية
- ديفيكس: الوظائف والأخبار والمشورة التجارية
- الإغاثة